# Effet ciseaux
 (juillet 2020).
Si vous disposez d'ouvrages ou d'articles de référence ou si vous connaissez des sites web de qualité traitant du thème abordé ici, merci de compléter l'article en donnant les références utiles à sa vérifiabilité et en les liant à la section « Notes et références ».

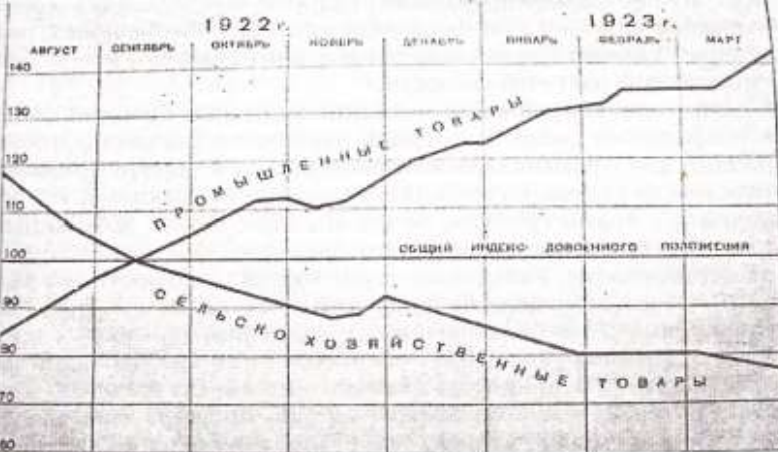
effet ciseau

L’effet ciseaux est un phénomène économique au cours duquel un groupe de travailleurs issus d'un secteur d'activité voit ses revenus diminuer en raison de la baisse du prix de sa production, tandis que les prix moyens des biens qu'il achète restent inchangés ou augmentent. Ce phénomène produit un décalage croissant entre les revenus du travail d'un individu et le coût de la vie, réduisant ainsi son pouvoir d'achat. Ce phénomène peut avoir lieu à l’échelle d’un pays si celui-ci est très spécialisé.

## Concept
L'effet ciseaux a eu lieu, historiquement, au sujet des prix agricoles. Ils baissent dans les années 1920 et 1930, réduisant les revenus des agriculteurs, alors que les prix des biens industriels augmentaient, faisant augmenter les revenus des salariés de l'industrie. On observe cela dans les pays d’Europe de l'Est, puis, lors de la Grande Dépression, aux États-Unis.
Le phénomène est accentué par le fait que les agriculteurs doivent, régulièrement, investir dans de nouvelles machines, ce qui augmente leurs coûts sans que cela soit immédiatement compensé.
Le terme d'effet ciseaux provient de la représentation graphique de l'effet. Si on représente cet effet sur un graphique, avec le temps en abscisse, et les deux courbes de prix en ordonnée, on observe une forme de ciseaux (prix d'achat stables ou en hausse, prix de vente en baisse).